# Politischer Kapitalismus
Politischer Kapitalismus  oder politisch orientierter Kapitalismus ist ein von Max Weber 1921 in seinem Buch Wirtschaft und Gesellschaft geprägter Begriff, der die monetäre Gewinnerzielung mit nicht-marktlichen Mitteln beschreibt. 2018 beschreibt Holcombe den politischen Kapitalismus als ein Wirtschaftssystem, in dem die scharfe Trennung zwischen Staaten und Märkten verwischt ist.
Robert Brenner und Dylan Riley haben die Wirtschaft der Vereinigten Staaten nach 1990 als politischen Kapitalismus charakterisiert, in dem die rohe „politische Macht“ und nicht die „produktiven Investitionen“ die „Hauptdeterminante der Rendite“ sind.

## Hintergrund
Die Definition des Kapitalismus als Wirtschaftssystem, das auf monetärer Gewinnerzielung und nicht auf Subsistenzwirtschaft beruht, wird von Max Weber und Fernand Braudel geteilt.